# Aliko Dangote
Aliko Dangote   (Kano, 10 d'abril de 1957) és un empresari i industrial nigerià. És conegut per ser el fundador, president i conseller delegat de Dangote Group, el conglomerat industrial més gran de l'Àfrica Occidental. El Bloomberg Billionaires Index va estimar el seu patrimoni net en 16.100 milions de dòlars el novembre de 2023, convertint-lo en la persona més rica d'Àfrica i la 107a persona més rica del món.
Dangote es va convertir en el primer multimilionari de Nigèria el 2007. L'any 2015, Swiss Leaks va revelar que Dangote era client d'HSBC i que tenia actius en un paradís fiscal a les Illes Verges Britàniques. Viu a Lagos i té dos avions privats.

## Trajectòria
Dangote va néixer en el si d'una família musulmana rica el 10 d'abril de 1957 a Kano, que aleshores formava part de la Nigèria britànica. La seva mare, Mariya Sanusi Dantata, era filla de l'empresari Sanusi Dantata. El seu pare, Mohammed Dangote, era soci comercial de Dantata. És el besnet per part de mare d'Alhassan Dantata, la persona més rica de l'Àfrica Occidental en el moment de la seva mort el 1955. Va obtenir la llicenciatura en estudis empresarials i administració a la Universitat d'al-Azhar del Caire.
Dangote Group es va establir com a empresa comercial el 1977, el mateix any que Dangote es va traslladar a Lagos. Va rebre un préstec de 500.000 ₦ del seu oncle per a començar a comerciar amb productes com ciment i béns agrícoles com l'arròs i el sucre.
Dangote Group domina el mercat del sucre a Nigèria i és el principal proveïdor (70% del mercat) de les empreses de refrescs i pastisseries del país. La companyia dona feina a més d'11.000 persones a l'Àfrica Occidental. És la refineria de sucre més gran d'Àfrica i la tercera més gran del món, amb una producció anual de 800.000 tones mètriques. L'empresa també exporta cotó, anacards, cacau, llavors de sèsam i gingebre a diversos països. A més, té importants inversions en el sector immobiliari, banca, transport, tèxtil, petroli i gas.
El febrer de 2022, Dangote va anunciar la finalització de la fàbrica de muntatge de Peugeot a Nigèria després de la seva associació amb Stellantis i els governs dels estats de Kano i Kaduna. La nova empresa d'automòbils, la fàbrica Dangote Peugeot Automobiles Nigeria Limited (DPAN), amb seu a Kaduna, va començar a operar amb el llançament dels Peugeot 301, 508, 3008, 5008 i Landtrek.

### Política
Dangote va tenir un paper destacat en el finançament de la candidatura per a la reelecció del president Olusegun Obasanjo el 2003, a la qual va donar més de 200 milions de naires. Les constants aportacions al Partit Democràtic dels Pobles de Nigèria han generat preocupacions notables malgrat les accions anticorrupció publicitades durant el segon mandat d'Obasanjo. El 2011, Dangote va ser nomenat pel president Goodluck Jonathan per ser membre del seu equip de gestió econòmica. El 2017 va formar part d'un comitè assessor especial per a la campanya de reelecció de Muhammadu Buhari.
Dangote ha treballat al costat de la Fundació Bill & Melinda Gates en temes de salut pública. L'agost de 2014, va donar 150 milions de ₦ per ajudar el govern nigerià a aturar la propagació del Zaire ebolavirus. El maig de 2016 va prometre 10 milions de dòlars per donar suport als nigerians afectats per la insurrecció de Boko Haram. El març de 2020,va donar 200 milions de ₦ (500.000 dòlars) per lluitar contra la propagació de COVID-19 a Nigèria.
El 2019 Dangote i l'empresari Femi Otedola es van comprometre a donar a la selecció de futbol de Nigèria 75.000 dòlars per cada gol marcat a la Copa d'Àfrica de Nacions. També és un apassionat de l'equip de futbol anglès Arsenal FC i ha mostrat interès en comprar el club. El 2020, va donar diners al ministeri d'esports de Nigèria per a renovar l'estadi nacional del país Abuja.